# Bride (Medizin)
Die Bride (von französisch brider, „zusammenbinden“) bezeichnet in der Medizin einen Narbenstrang in der Bauchhöhle. Man spricht auch allgemein von Verwachsungen oder intraabdominellen Adhäsionen. Der Begriff wird vereinzelt auch für Verwachsungen in anderen Bereichen des Körpers benutzt, beispielsweise in Gelenkkapseln.
Briden entstehen mit ziemlich hoher Wahrscheinlichkeit nach Bauchoperationen (allerdings entstehen 10,4 % aller Briden ohne operativen Hintergrund), sind aber in den meisten Fällen harmlos. Sie können aber in seltenen Fällen auch Verengungen des Darms hervorrufen. Ebensolche Adhäsionen werden für 50–60 % aller Dünndarmobstruktionen verantwortlich gemacht. Diese sind vermutlich eine häufige Ursache für chronische Beckenschmerzen. 

Kommt es zu einem kompletten Darmverschluss, spricht man von einem Bridenileus.

In Extremfällen können intraabdominelle Adhäsionen auch die Blutversorgung abschneiden und dadurch Ischämie und Nekrosen verursachen.

## Diagnostik
Briden sind bei eröffneter Bauchhöhle für den Chirurgen leicht erkennbar. Auch laparoskopisch kann man Briden meist gut erkennen, wobei die Übersicht in der Bauchhöhle durch Briden beeinträchtigt wird. 

Sonografisch und computertomografisch sind Briden schlecht erkennbar.

## Behandlung
Solange Briden keine Beschwerden bereiten, bedürfen sie keiner Behandlung.

Bei Beschwerden wird je nach Prognose symptomatisch oder chirurgisch behandelt. Bei der chirurgischen Behandlung besteht grundsätzlich das Problem der erneuten Ausbildung von Adhäsionen. 

Bei einem Ileus oder der Gefahr der Ausbildung dessen besteht Operationsindikation.

## Prophylaxe
Da aufgrund der hohen Rate an postoperativen Verwachsungen bei der Bauchchirurgie auch eine relativ hohe Zahl an Beschwerden und Komplikationen resultiert, ist die Vermeidung von zu starker Vernarbung ein wichtiges Ziel für den Chirurgen. Dazu stehen ihm verschiedene Methoden zur Verfügung:
- Bevorzugung minimalinvasiver Eingriffe (Laparoskopie statt Laparotomie)
- ausreichende Befeuchtung der Schleimhäute während einer OP
- Vermeidung des Scheuereffekts bei der Benutzung von Tupfer und Tüchern
- Nutzung puderfreier Handschuhe
- Minimalisierung der Verletzungen der Serosa
- Vermeidung von Fremdkörpern
- Vermeidung von liegenbleibenden Blutkoagel
- Ausreichende aber keine übermäßige und nekrotisierende Blutstillung
- Bei Risikooperationen, bzw. -patienten besteht die Möglichkeit der Applikation von medikamentösen Adjuvantien